# Angiosperm Phylogeny Group
Die Angiosperm Phylogeny Group war eine Gruppe von Botanikern um Mark Chase (* 1951), die zusammen an der Phylogenie der Bedecktsamer arbeiteten. Die Gruppe hat von 1998 bis 2016 vier Klassifikationen veröffentlicht, die sich rasch gegen ältere Systematiken durchsetzten. Die Publikation von 2016, APG IV, löste alle vorhergehenden Entwürfe der APG ab.
Chase nahm bereits in den 1980er-Jahren die Arbeit auf, erste Anläufe scheiterten jedoch aufgrund nicht hinreichend leistungsfähiger Computertechnik. Erst 1993 konnte die dann Angiosperm Phylogeny Group getaufte Arbeitsgruppe mit der Datensammlung beginnen. 1995 lagen ausreichende Datenmengen vor, um eine Auswertung zu starten, die 1998 in die erste Publikation mündeten. Geleitet wurde die APG von Mark Chase von den Kew Gardens, des Weiteren am Projekt beteiligt waren die Universität Stockholm, der Botanische Garten Bergius Stockholm, die Universität Florida, die University System of Maryland sowie der Botanische Garten Missouri.
Die Arbeit der Gruppe konzentriert sich auf Ordnungen sowie Familien, höhere Rangstufen ersetzt sie durch informelle Gruppen wie beispielsweise Monocots, Rosids, Asterids oder Commelin(o)ids, die zwar monophyletische Gruppen (Taxa), aber keine Kategorien darstellen. Gattungen oder Arten finden nur vereinzelt Erwähnung. Als Grundlage der Klassifikationen dienten Ergebnisse phylogenetischer Arbeiten, die meist anhand molekulargenetischer Untersuchungen gewonnen wurden. Sie wurden rasch zur Referenz auch für Standardwerke und Lehrbücher wie den Strasburger (36. Auflage), die „Evolutionsbiologie“ von Storch, Welsch, Wink oder der 2. Auflage von Thomas N. Taylor u. a. „Paleobotany. The Biology and Evolution of Fossil Plants“ von 2008.
Im Rahmen der weiteren Veröffentlichungen 2003, 2009 (die zunächst die letzte hätte sein sollen) und 2016 wurde die Klassifikation weiter aktualisiert und verbessert.

## Klassifikation APG
Die erste Systematik der Bedecktsamer der APG erschien 1998 unter dem Titel An Ordinal Classification for the Families of Flowering Plants und umfasste 462 Familien in 40 Ordnungen. Autoren waren Arne A. Anderberg, Anders Backlund, Birgitta Bremer, Kåre Bremer, Barbara G. Biggs, Mark W. Chase, Peter K. Endress, Michael F. Fay, Peter Goldblatt, Mats H.G. Gustafsson, Sara B. Hoot, Walter S. Judd, Mari Källersjö, Elizabeth A. Kellogg, Kathleen A. Kron, Donald H. Les, Cynthia M. Morton, Daniel L. Nickrent, Richard G. Olmstead, Robert A. Price, Christopher J. Quinn, James E. Rodman, Paula J. Rudall, Peter F. Stevens, Vincent Savolainen, Douglas E. Soltis, Pamela E. Soltis, Kenneth J. Sytsma und Mats Thulin.
Dieser Entwurf war die Modifikation einer Systematik, die von Kåre Bremer, Birgitta Bremer und Mats Thulin in den ersten drei Auflagen ihrer Introduction to phylogeny and systematics of flowering plants von 1995 bis 1997 veröffentlicht worden und seit 1996 auch im Internet zu finden war.
| - (Keine Benennung) - Keine Ordnungseinteilung Austrobaileyaceae, Canellaceae, Chloranthaceae, Hydnoraceae, Illiciaceae, Seerosengewächse (Nymphaeaceae), Cabombaceae, Rafflesiaceae, Schisandraceae, Trimeniaceae, Winteraceae - Ceratophyllales Hornblattgewächse (Ceratophyllaceae) - Laurales Atherospermataceae, Calycanthaceae, Gomortegaceae, Hernandiaceae, Lorbeergewächse (Lauraceae), Monimiaceae, Siparunaceae - Magnoliales Annonaceae, Degeneriaceae, Eupomatiaceae, Himantandraceae, Magnoliengewächse (Magnoliaceae), Myristicaceae - Piperales Aristolochiaceae, Lactoridaceae, Pfeffergewächse (Piperaceae), Saururaceae - (Keine Benennung) - Keine Ordnungseinteilung Corsiaceae, Japonoliriaceae, Nartheciaceae, Petrosaviaceae, Triuridaceae - Nicht-Commelinoide - Kalmusartige (Acorales) Kalmusgewächse (Acoraceae) - Froschlöffelartige (Alismatales) Froschlöffelgewächse (Alismataceae), Wasserährengewächse (Aponogetonaceae), Aronstabgewächse (Araceae), Schwanenblumengewächse (Butomaceae), Cymodoceaceae, Froschbissgewächse (Hydrocharitaceae), Dreizackgewächse (Juncaginaceae), Limnocharitaceae, Neptungrasgewächse (Posidoniaceae), Laichkrautgewächse (Potamogetonaceae), Saldengewächse (Ruppiaceae), Blumenbinsengewächse (Scheuchzeriaceae), Tofieldiaceae, Seegrasgewächse (Zosteraceae) - Spargelartige (Asparagales) Agapanthaceae, Agavengewächse (Agavaceae), Lauchgewächse (Alliaceae), Amaryllisgewächse (Amaryllidaceae), Anemarrhenaceae, Anthericaceae, Aphyllanthaceae, Spargelgewächse (Asparagaceae), Affodillgewächse (Asphodelaceae), Asteliaceae, Behniaceae, Blandfordiaceae, Boryaceae, Convallariaceae, Doryanthaceae, Hemerocallidaceae, Herreriaceae, Hesperocallidaceae, Hyacinthaceae, Hypoxidaceae, Schwertliliengewächse (Iridaceae), Ixioliriaceae, Lanariaceae, Laxmanniaceae, Orchideen (Orchidaceae), Tecophilaeaceae, Themidaceae, Xanthorrhoeaceae, Xeronemataceae - Yamswurzelartige (Dioscoreales) Burmanniaceae, Yamswurzelgewächse (Dioscoreaceae), Taccaceae, Thismiaceae, Trichopodaceae - Lilienartige (Liliales) Alstroemeriaceae, Campynemataceae, Colchicaceae, Liliengewächse (Liliaceae), Luzuriagaceae, Melanthiaceae, Philesiaceae, Ripogonaceae, Smilacaceae - Schraubenbaumartige (Pandanales) Scheibenblumengewächse (Cyclanthaceae), Schraubenbaumgewächse (Pandanaceae), Stemonaceae, Velloziaceae - Commelinoide - Keine Ordnungseinteilung Abolbodaceae, Dasypogonaceae, Hanguanaceae, - Palmenartige (Arecales) Palmengewächse (Arecaceae) - Commelinaartige (Commelinales) Commelinagewächse (Commelinaceae), Haemodoraceae, Philydraceae, Pontederiaceae - Süßgrasartige (Poales) Anarthriaceae, Bromeliengewächse (Bromeliaceae), Centrolepidaceae, Sauergräser (Cyperaceae), Ecdeiocoleaceae, Eriocaulaceae, Flagellariaceae, Hydatellaceae, Joinvilleaceae, Juncaceae, Mayacaceae, Süßgräser (Poaceae), Prioniaceae, Rapateaceae, Restionaceae, Igelkolbengewächse (Sparganiaceae), Thurniaceae, Rohrkolbengewächse (Typhaceae), Xyridaceae - Ingwerartige (Zingiberales) Cannaceae, Costaceae, Helikoniengewächse (Heliconiaceae), Lowiaceae, Marantaceae, Bananengewächse (Musaceae), Strelitziaceae, Ingwergewächse (Zingiberaceae) - Nicht-Core-Eudicots - Keine Ordnungseinteilung Sabiaceae, Trochodendraceae, Tetracentraceae - Buxales Buchsbaumgewächse (Buxaceae), Didymelaceae - Proteales Lotusgewächse (Nelumbonaceae), Platanaceae, Silberbaumgewächse (Proteaceae) - Ranunculales Berberidaceae, Circaeasteraceae, Eupteleaceae, Lardizabalaceae, Menispermaceae, Papaveraceae, Hahnenfußgewächse (Ranunculaceae) - Core-Eudicots - Keine Ordnungseinteilung Aextoxicaceae, Berberidopsidaceae, Dilleniaceae, Gunneraceae, Myrothamnaceae, Vitaceae - Caryophyllales Achatocarpaceae, Mittagsblumengewächse (Aizoaceae), Fuchsschwanzgewächse (Amaranthaceae), Ancistrocladaceae, Asteropeiaceae, Basellgewächse (Basellaceae), Kakteengewächse (Cactaceae), Nelkengewächse (Caryophyllaceae), Didiereaceae, Dioncophyllaceae, Sonnentaugewächse (Droseraceae), Taublattgewächse (Drosophyllaceae), Frankeniaceae, Molluginaceae, Nepenthaceae, Nyctaginaceae, Physenaceae, Phytolaccaceae, Plumbaginaceae, Knöterichgewächse (Polygonaceae), Portulakgewächse (Portulacaceae), Rhabdodendraceae, Sarcobataceae, Simmondsiaceae, Stegnospermataceae, Tamaricaceae - Santalales Olacaceae, Opiliaceae, Riemenblumengewächse (Loranthaceae), Misodendraceae, Sandelholzgewächse (Santalaceae) - Saxifragales Altingiaceae, Cercidiphyllaceae, Crassulaceae, Daphniphyllaceae, Grossulariaceae, Haloragaceae, Hamamelidaceae, Iteaceae, Paeoniaceae, Penthoraceae, Pterostemonaceae, Steinbrechgewächse (Saxifragaceae), Tetracarpaeaceae - Core-Eudicots: Rosids: Andere - Keine Ordnungseinteilung Aphloiaceae, Crossosomataceae, Ixerbaceae, Krameriaceae, Picramniaceae, Podostemaceae, Stachyuraceae, Staphyleaceae, Tristichaceae, Zygophyllaceae - Geraniales Francoaceae, Storchschnabelgewächse (Geraniaceae), Ledocarpaceae, Honigstrauchgewächse (Melianthaceae), Vivianiaceae - Core-Eudicots: Rosids: Eurosids (I) - Keine Ordnungseinteilung Celastraceae, Huaceae, Parnassiaceae, Lepuropetalaceae, Stackhousiaceae - Malpighiales Achariaceae, Balanopaceae, Caryocaraceae, Chrysobalanaceae, Clusiaceae, Dichapetalaceae, Erythroxylaceae, Wolfsmilchgewächse (Euphorbiaceae), Euphroniaceae, Flacourtiaceae, Goupiaceae, Hugoniaceae, Humiriaceae, Irvingiaceae, Ixonanthaceae, Lacistemataceae, Linaceae, Malesherbiaceae, Malpighiengewächse (Malpighiaceae), Medusagynaceae, Ochnaceae, Pandaceae, Passifloraceae, Putranjivaceae, Quiinaceae, Rhizophoraceae, Weidengewächse (Salicaceae), Scyphostegiaceae, Trigoniaceae, Turneraceae, Violaceae - Oxalidales Cephalotaceae, Connaraceae, Cunoniaceae, Elaeocarpaceae, Sauerkleegewächse (Oxalidaceae), Tremandraceae - Fabales Schmetterlingsblütler (Fabaceae), Polygalaceae, Quillajaceae, Surianaceae - Rosales Barbeyaceae, Hanfgewächse (Cannabaceae), Dirachmaceae, Ölweidengewächse (Elaeagnaceae), Maulbeergewächse (Moraceae), Kreuzdorngewächse (Rhamnaceae), Rosengewächse (Rosaceae), Ulmengewächse (Ulmaceae), Brennnesselgewächse (Urticaceae) - Cucurbitales Anisophylleaceae, Begoniaceae, Coriariaceae, Corynocarpaceae, Kürbisgewächse (Cucurbitaceae), Datiscaceae, Tetramelaceae - Fagales Birkengewächse (Betulaceae), Casuarinaceae, Buchengewächse (Fagaceae), Juglandaceae, Myricaceae, Nothofagaceae, Rhoipteleaceae, Ticodendraceae - Core-Eudicots: Rosids: Eurosids (II) - Keine Ordnungseinteilung Cytinaceae, Tapisciaceae - Myrtales Alzateaceae, Flügelsamengewächse (Combretaceae), Crypteroniaceae, Weiderichgewächse (Lythraceae), Schwarzmundgewächse (Melastomataceae), Memecylaceae, Myrtengewächse (Myrtaceae), Oliniaceae, Nachtkerzengewächse (Onagraceae), Penaeaceae, Rhynchocalycaceae, Vochysiaceae - Brassicales Akaniaceae, Bretschneideraceae, Bataceae, Kreuzblütengewächse (Brassicaceae), Caricaceae, Emblingiaceae, Gyrostemonaceae, Koeberliniaceae, Limnanthaceae, Bennussgewächse (Moringaceae), Pentadiplandraceae, Resedaceae, Salvadoraceae, Setchellanthaceae, Tovariaceae, Tropaeolaceae - Malvales Bixaceae, Diegodendraceae, Cistaceae, Cochlospermaceae, Dipterocarpaceae, Malvengewächse (Malvaceae), Muntingiaceae, Neuradaceae, Sarcolaenaceae, Sphaerosepalaceae, Thymelaeaceae - Sapindales Sumachgewächse, Biebersteiniaceae, Burseraceae, Kirkiaceae, Zederachgewächse (Meliaceae), Nitrariaceae, Peganaceae, Rutaceae, Seifenbaumgewächse (Sapindaceae), Simaroubaceae - Core-Eudicots: Asterids: Andere - Cornales Hartriegelgewächse (Cornaceae), Nyssaceae, Grubbiaceae, Hydrangeaceae, Hydrostachyaceae, Loasaceae - Ericales Actinidiaceae, Balsaminaceae, Clethraceae, Cyrillaceae, Diapensiaceae, Ebenaceae, Heidekrautgewächse (Ericaceae), Fouquieriaceae, Halesiaceae, Topffruchtbaumgewächse (Lecythidaceae), Marcgraviaceae, Myrsinengewächse (Myrsinaceae), Pellicieraceae, Polemoniaceae, Primulaceae, Roridulaceae, Sapotaceae, Sarraceniaceae, Styracaceae, Symplocaceae, Ternstroemiaceae, Tetrameristaceae, Theaceae, Theophrastaceae - Core-Eudicots: Asterids: Euasterids (I) - Keine Ordnungseinteilung Boretschgewächse (Boraginaceae), Plocospermataceae, Vahliaceae - Garryales Aucubaceae, Eucommiaceae, Garryaceae, Oncothecaceae - Gentianales Apocynaceae, Gelsemiaceae, Enziangewächse (Gentianaceae), Loganiaceae, Rubiaceae - Lamiales Acanthaceae, Avicenniaceae, Bignoniaceae, Buddlejaceae, Byblidaceae, Cyclocheilaceae, Gesneriaceae, Lippenblütengewächse (Lamiaceae), Lentibulariaceae, Myoporaceae, Oleaceae, Orobanchaceae, Paulowniaceae, Pedaliaceae, Martyniaceae, Phrymaceae, Plantaginaceae, Schlegeliaceae, Scrophulariaceae, Stilbaceae, Tetrachondraceae, Verbenaceae - Solanales Convolvulaceae, Hydroleaceae, Montiniaceae, Nachtschattengewächse (Solanaceae), Sphenocleaceae - Core-Eudicots: Asterids: Euasterids (II) - Keine Ordnungseinteilung Bruniaceae, Carlemanniaceae, Columelliaceae, Desfontainiaceae, Eremosynaceae, Escalloniaceae, Icacinaceae, Polyosmaceae, Sphenostemonaceae, Tribelaceae - Aquifoliales Stechpalmengewächse (Aquifoliaceae), Helwingiaceae, Phyllonomaceae - Apiales Doldengewächse (Apiaceae), Araliengewächse (Araliaceae), Aralidiaceae, Griseliniaceae, Melanophyllaceae, Klebsamengewächse (Pittosporaceae), Torricelliaceae - Asterales Alseuosmiaceae, Argophyllaceae, Korbblütler (Asteraceae), Calyceraceae, Glockenblumengewächse (Campanulaceae), Carpodetaceae, Donatiaceae, Goodeniaceae, Fieberkleegewächse (Menyanthaceae), Pentaphragmataceae, Phellinaceae, Rousseaceae, Stylidiaceae - Dipsacales Moschuskrautgewächse (Adoxaceae), Geißblattgewächse (Caprifoliaceae), Diervillaceae, Kardengewächse (Dipsacaceae), Linnaeaceae, Morinaceae, Baldriangewächse (Valerianaceae) - Wahrscheinliche Eudicots - Keine Ordnungseinteilung Balanophoraceae, Bonnetiaceae, Cardiopteridaceae, Ctenolophonaceae, Cynomoriaceae, Dipentodontaceae, Elatinaceae, Geissolomataceae, Hoplestigmataceae, Kaliphoraceae, Lepidobotryaceae, Lissocarpaceae, Lophopyxidaceae, Medusandraceae, Metteniusaceae, Mitrastemonaceae, Paracryphiaceae, Pentaphylacaceae, Peridiscaceae, Plagiopteraceae, Pottingeriaceae, Sladeniaceae, Strasburgeriaceae, Tepuianthaceae |

## Klassifikation APG II
Die APG II von 2003 aktualisierte die Veröffentlichung von 1998. Die Änderungen waren überschaubar, zumeist wurden nur bisher nicht zugeordnete Taxa platziert. Die Systematik umfasste 457 Familien in 45 Ordnungen. Autoren waren Arne A. Anderberg, Birgitta Bremer, Kåre Bremer, Mark W. Chase, Michael F. Fay, Peter Goldblatt, Walter S. Judd, Mari Källersjö, Jesper Kårehed, Kathleen A. Kron, Johannes Lundberg, Daniel L. Nickrent, Richard G. Olmstead, Bengt Oxelman, J. Chris Pires, James L. Reveal, James E. Rodman, Paula J. Rudall, Douglas E. Soltis, Pamela S. Soltis, Peter F. Stevens, Vincent Savolainen, Kenneth J. Sytsma, Michelle van der Bank, Kenneth Wurdack, Jenny Q.-Y. Xiang und Sue Zmarzty.
| - - - - Familie Amborellaceae - Familie Chloranthaceae - Familie Nymphaeaceae [+ Familie Cabombaceae] - Ordnung Austrobaileyales - - - - Ordnung Canellales - Ordnung Laurales - Ordnung Magnoliales - Ordnung Piperales - - - - - Familie Petrosaviaceae - Ordnung Acorales - Ordnung Alismatales - Ordnung Asparagales - Ordnung Dioscoreales - Ordnung Liliales - Ordnung Pandanales - Klade commelinids - - - Familie Dasypogonaceae - Ordnung Arecales - Ordnung Commelinales - Ordnung Poales - Ordnung Zingiberales - - - - - Familie Buxaceae [+ Familie Didymelaceae] - Familie Sabiaceae - Familie Trochodendraceae [+ Familie Tetracentraceae] - Ordnung Proteales - Ordnung Ranunculales - Klade core eudicots - - - Familie Aextoxicaceae - Familie Berberidopsidaceae - Familie Dilleniaceae - Ordnung Gunnerales - Ordnung Caryophyllales - Ordnung Santalales - Ordnung Saxifragales - Klade rosids - - - Familie Aphloiaceae - Familie Geissolomataceae - Familie Ixerbaceae - Familie Picramniaceae - Familie Strasburgeriaceae - Familie Vitaceae - Ordnung Crossosomatales - Ordnung Geraniales - Ordnung Myrtales - Klade eurosids I - - - - Familie Zygophyllaceae [+ Familie Krameriaceae] - Familie Huaceae - Ordnung Celastrales - Ordnung Cucurbitales - Ordnung Fabales - Ordnung Fagales - Ordnung Malpighiales - Ordnung Oxalidales - Ordnung Rosales - Klade eurosids II - - - - Familie Tapisciaceae - Ordnung Brassicales - Ordnung Malvales - Ordnung Sapindales - Klade asterids - - - Ordnung Cornales - Ordnung Ericales - Klade euasterids I - - - - Familie Boraginaceae - Familie Icacinaceae - Familie Oncothecaceae - Familie Vahliaceae - Ordnung Garryales - Ordnung Gentianales - Ordnung Lamiales - Ordnung Solanales - Klade euasterids II - - - - Familie Bruniaceae - Familie Columelliaceae [+ Familie Desfontainiaceae] - Familie Eremosynaceae - Familie Escalloniaceae - Familie Paracryphiaceae - Familie Polyosmaceae - Familie Sphenostemonaceae - Familie Tribelaceae - Ordnung Apiales - Ordnung Aquifoliales - Ordnung Asterales - Ordnung Dipsacales |

## Klassifikation APG III
Die abschließende Klassifikation, die APG III, war – ebenfalls als Aktualisierung – für 2007/2008 angekündigt und sollte nur mehr geringe Änderungen gegenüber APG II bringen. Sie erschien dann erst im Oktober 2009, die Hauptautoren waren Birgitta Bremer, Kåre Bremer, Mark W. Chase, Michael F. Fay, James L. Reveal, Douglas E. Soltis, Pamela S. Soltis und Peter F. Stevens. APG III löste weitgehend die teils unsicheren Zuordnungen der Vorversionen auf und ließ nur mehr wenige Taxa unplatziert. Im Vergleich zum Vorläufer hat sich die Anzahl der unplatzierten Taxa auf 2 Familien und drei Gattungen verringert, im Gegenzug gab es 14 neue Ordnungen.
Im Rahmen fünf internationaler Workshops, die 2008 durch David John Mabberley während der Vorbereitungen zur dritten Auflage von „Mabberley's Plant-book“ veranstaltet wurden, wurde zuvor der durch APG I und II eingeführte Vorschlag „geklammerter Taxa“ („bracketed taxa“) diskutiert. Diese geklammerten Taxa erlaubten es, eine Familie in zwei Fassungen vorzuschlagen, nämlich einmal in einer umfassenden sowie in einer in mehrere Einzelfamilien aufgeteilte Version. Dies sollte in Fällen, in denen der Forschungsstand uneindeutig war, Spielräume für individuelle Präferenzen lassen. Als Ergebnis dieser Diskussionen sowie eines Treffens von Experten aus Herbarien wurde in APG III auf solche als unbequem empfundenen Alternativversionen zugunsten von Familien in ihrer jeweils umfassenderen Version verzichtet.
| - Amborellales - Amborellaceae - Nymphaeales - Cabombaceae - Hydatellaceae - Nymphaeaceae - Austrobaileyales - Austrobaileyaceae - Schisandraceae - Trimeniaceae - Chloranthales - Chloranthaceae - Canellales - Canellaceae - Winteraceae - Piperales - Aristolochiaceae - Hydnoraceae - Lactoridaceae - Piperaceae - Saururaceae - Laurales - Atherospermataceae - Calycanthaceae - Gomortegaceae - Hernandiaceae - Lauraceae - Monimiaceae - Siparunaceae - Magnoliales - Annonaceae - Degeneriaceae - Eupomatiaceae - Himantandraceae - Magnoliaceae - Myristicaceae - Acorales - Acoraceae - Alismatales - Alismataceae (inkl. Limnocharitaceae) - Aponogetonaceae - Araceae - Butomaceae - Cymodoceaceae - Hydrocharitaceae - Juncaginaceae - Posidoniaceae - Potamogetonaceae - Ruppiaceae - Scheuchzeriaceae - Tofieldiaceae - Zosteraceae - Petrosaviales - Petrosaviaceae - Dioscoreales - Burmanniaceae - Dioscoreaceae - Nartheciaceae - Pandanales - Cyclanthaceae - Pandanaceae - Stemonaceae - Triuridaceae - Velloziaceae - Liliales - Alstroemeriaceae (inkl. Luzuriagaceae) - Campynemataceae - Colchicaceae - Corsiaceae - Liliaceae - Melanthiaceae - Petermanniaceae - Philesiaceae - Rhipogonaceae - Smilacaceae - Asparagales - Amaryllidaceae (inkl. Agapanthaceae, Alliaceae) - Asparagaceae (inkl. Agavaceae, Aphyllanthaceae, Hesperocallidaceae, Hyacinthaceae, Laxmanniaceae, Ruscaceae, Themidaceae) - Asteliaceae - Blandfordiaceae - Boryaceae - Doryanthaceae - Hypoxidaceae - Iridaceae - Ixioliriaceae - Lanariaceae - Orchidaceae - Tecophilaeaceae - Xanthorrhoeaceae (inkl. Asphodelaceae, Hemerocallidaceae) - Xeronemataceae - Ceratophyllales - Ceratophyllaceae - Ranunculales - Berberidaceae - Circaeasteraceae (inkl. Kingdoniaceae) - Eupteleaceae - Lardizabalaceae - Menispermaceae - Papaveraceae (inkl. Fumariaceae, Pteridophyllaceae) - Ranunculaceae - Sabiaceae - Proteales - Nelumbonaceae - Platanaceae - Proteaceae - Trochodendrales - Trochodendraceae - Buxales - Buxaceae - Haptanthaceae - Apodanthaceae - Cynomoriaceae - Gumillea - Petenaea - Nicobariodendron |

## Klassifikation APG IV

### Basale Ordnungen
- Ordnung Amborellales
  - Familie Amborellaceae
- Ordnung Seerosenartige (Nymphaeales)
  - Familie Hydatellaceae
  - Familie Haarnixengewächse (Cabombaceae)
  - Familie Seerosengewächse (Nymphaeaceae)
- Ordnung Sternanisartige (Austrobaileyales)
  - Familie Austrobaileyaceae
  - Familie Trimeniaceae
  - Familie Sternanisgewächse (Schisandraceae)

### Mesangiospermen
- ohne Rang Magnoliiden
  - Ordnung Canellales
    - Familie Canellaceae
    - Familie Winteraceae

  - Ordnung Pfefferartige (Piperales)
    - Familie Eidechsenschwanzgewächse (Saururaceae)
    - Familie Pfeffergewächse (Piperaceae)
    - Familie Osterluzeigewächse (Aristolochiaceae)

  - Ordnung Magnolienartige (Magnoliales)
    - Familie Muskatnussgewächse (Myristicaceae)
    - Familie Magnoliengewächse (Magnoliaceae)
    - Familie Degeneriaceae
    - Familie Himantandraceae
    - Familie Eupomatiaceae
    - Familie Annonengewächse (Annonaceae)

  - Ordnung Lorbeerartige (Laurales)
    - Familie Gewürzstrauchgewächse (Calycanthaceae)
    - Familie Siparunaceae
    - Familie Gomortegaceae
    - Familie Atherospermataceae
    - Familie Hernandiaceae
    - Familie Monimiengewächse (Monimiaceae)
    - Familie Lorbeergewächse (Lauraceae)

  - Ordnung Chloranthales
    - Familie Chloranthaceae

#### Monokotyledonen (Einkeimblättrige)
- Ordnung Kalmusartige (Acorales)
  - Familie Kalmusgewächse (Acoraceae)
- Ordnung Froschlöffelartige (Alismatales)
  - Familie Aronstabgewächse (Araceae)
  - Familie Simsenliliengewächse (Tofieldiaceae)
  - Familie Froschlöffelgewächse (Alismataceae)
  - Familie Schwanenblumengewächse (Butomaceae)
  - Familie Froschbissgewächse (Hydrocharitaceae)
  - Familie Blumenbinsengewächse (Scheuchzeriaceae)
  - Familie Wasserährengewächse (Aponogetonaceae)
  - Familie Dreizackgewächse (Juncaginaceae)
  - Familie Maundiaceae
  - Familie Seegrasgewächse (Zosteraceae)
  - Familie Laichkrautgewächse (Potamogetonaceae)
  - Familie Neptungrasgewächse (Posidoniaceae)
  - Familie Saldengewächse (Ruppiaceae)
  - Familie Tanggrasgewächse (Cymodoceaceae)
- Ordnung Petrosaviales
  - Familie Petrosaviaceae
- Ordnung Yamswurzelartige (Dioscoreales)
  - Familie Nartheciaceae
  - Familie Burmanniaceae
  - Familie Yamswurzelgewächse (Dioscoreaceae)
- Ordnung Schraubenbaumartige (Pandanales)
  - Familie Triuridaceae
  - Familie Velloziaceae
  - Familie Stemonaceae
  - Familie Scheibenblumengewächse (Cyclanthaceae)
  - Familie Schraubenbaumgewächse (Pandanaceae)
- Ordnung Lilienartige (Liliales)
  - Familie Campynemataceae
  - Familie Corsiaceae
  - Familie Germergewächse (Melanthiaceae)
  - Familie Petermanniaceae
  - Familie Inkaliliengewächse (Alstroemeriaceae)
  - Familie Zeitlosengewächse (Colchicaceae)
  - Familie Philesiaceae
  - Familie Rhipogonaceae
  - Familie Stechwindengewächse (Smilacaceae)
  - Familie Liliengewächse (Liliaceae)
- Ordnung Spargelartige (Asparagales)
  - Familie Orchideen (Orchidaceae)
  - Familie Boryaceae
  - Familie Blandfordiaceae
  - Familie Asteliaceae
  - Familie Lanariaceae
  - Familie Hypoxidaceae
  - Familie Doryanthaceae
  - Familie Ixioliriaceae
  - Familie Tecophilaeaceae
  - Familie Schwertliliengewächse (Iridaceae)
  - Familie Xeronemataceae
  - Familie Affodillgewächse (Asphodelaceae)
  - Familie Amaryllisgewächse (Amaryllidaceae)
  - Familie Spargelgewächse (Asparagaceae)
- ohne Rang Commeliniden
  - Ordnung Palmenartige (Arecales)
    - Familie Dasypogonaceae
    - Familie Palmengewächse (Arecaceae)

  - Ordnung Commelinaartige (Commelinales)
    - Familie Hanguanaceae
    - Familie Commelinagewächse (Commelinaceae)
    - Familie Philydraceae
    - Familie Wasserhyazinthengewächse (Pontederiaceae)
    - Familie Haemodoraceae

  - Ordnung Ingwerartige (Zingiberales)
    - Familie Strelitziengewächse (Strelitziaceae)
    - Familie Lowiaceae
    - Familie Helikoniengewächse (Heliconiaceae)
    - Familie Bananengewächse (Musaceae)
    - Familie Blumenrohrgewächse (Cannaceae)
    - Familie Pfeilwurzgewächse (Marantaceae)
    - Familie Costaceae
    - Familie Ingwergewächse (Zingiberaceae)

  - Ordnung Süßgrasartige (Poales)
    - Familie Rohrkolbengewächse (Typhaceae)
    - Familie Bromeliengewächse (Bromeliaceae)
    - Familie Rapateaceae
    - Familie Xyridaceae
    - Familie Pfeifenwurzgewächse (Eriocaulaceae)
    - Familie Mayacaceae
    - Familie Thurniaceae
    - Familie Binsengewächse (Juncaceae)
    - Familie Sauergrasgewächse (Cyperaceae)
    - Familie Restionaceae
    - Familie Flagellariaceae
    - Familie Joinvilleaceae
    - Familie Ecdeiocoleaceae
    - Familie Süßgräser (Poaceae)

#### Wahrscheinliche Schwestergruppe der Eudikotyledonen
- Ordnung Hornblattartige (Ceratophyllales)
  - Familie Hornblattgewächse (Ceratophyllaceae)

#### Eudikotyledonen
- Ordnung Hahnenfußartige (Ranunculales)
  - Familie Schönulmengewächse (Eupteleaceae)
  - Familie Mohngewächse (Papaveraceae)
  - Familie Circaeasteraceae
  - Familie Fingerfruchtgewächse (Lardizabalaceae)
  - Familie Mondsamengewächse (Menispermaceae)
  - Familie Berberitzengewächse (Berberidaceae)
  - Familie Hahnenfußgewächse (Ranunculaceae)
- Ordnung Silberbaumartige (Proteales)
  - Familie Sabiaceae
  - Familie Lotosgewächse (Nelumbonaceae)
  - Familie Platanengewächse (Platanaceae)
  - Familie Silberbaumgewächse (Proteaceae)
- Ordnung Trochodendrales
  - Familie Trochodendraceae
- Ordnung Buchsbaumartige (Buxales)
  - Familie Buchsbaumgewächse (Buxaceae)
- Ordnung Gunnerales
  - Familie Myrothamnaceae
  - Familie Gunneraceae
- Ordnung Rosenapfelartige (Dilleniales)
  - Familie Rosenapfelgewächse (Dilleniaceae)

- ohne Rang Superrosiden
  - Ordnung Steinbrechartige (Saxifragales)
    - Familie Peridiscaceae
    - Familie Pfingstrosengewächse (Paeoniaceae)
    - Familie Altingiaceae
    - Familie Zaubernussgewächse (Hamamelidaceae)
    - Familie Kuchenbaumgewächse (Cercidiphyllaceae)
    - Familie Daphniphyllaceae
    - Familie Iteaceae
    - Familie Stachelbeergewächse (Grossulariaceae)
    - Familie Steinbrechgewächse (Saxifragaceae)
    - Familie Dickblattgewächse (Crassulaceae)
    - Familie Aphanopetalaceae
    - Familie Tetracarpaeaceae
    - Familie Penthoraceae
    - Familie Tausendblattgewächse (Haloragaceae)
    - Familie Malteserschwammgewächse (Cynomoriaceae)

  - ohne Rang Rosiden
    - Ordnung Weinrebenartige (Vitales)
      - Familie Weinrebengewächse (Vitaceae)

    - ohne Rang Fabiden
      - Ordnung Jochblattartige (Zygophyllales)
        - Familie Ratanhiengewächse (Krameriaceae)
        - Familie Jochblattgewächse (Zygophyllaceae)

      - Ordnung Schmetterlingsblütenartige (Fabales)
        - Familie Quillajaceae
        - Familie Hülsenfrüchtler (Fabaceae)
        - Familie Surianaceae
        - Familie Kreuzblumengewächse (Polygalaceae)

      - Ordnung Rosenartige (Rosales)
        - Familie Rosengewächse (Rosaceae)
        - Familie Barbeyaceae
        - Familie Dirachmaceae
        - Familie Ölweidengewächse (Elaeagnaceae)
        - Familie Kreuzdorngewächse (Rhamnaceae)
        - Familie Ulmengewächse (Ulmaceae)
        - Familie Hanfgewächse (Cannabaceae)
        - Familie Maulbeergewächse (Moraceae)
        - Familie Brennnesselgewächse (Urticaceae)

      - Ordnung Buchenartige (Fagales)
        - Familie Scheinbuchengewächse (Nothofagaceae)
        - Familie Buchengewächse (Fagaceae)
        - Familie Gagelstrauchgewächse (Myricaceae)
        - Familie Walnussgewächse (Juglandaceae)
        - Familie Kasuarinengewächse (Casuarinaceae)
        - Familie Ticodendraceae
        - Familie Birkengewächse (Betulaceae)

      - Ordnung Kürbisartige (Cucurbitales)
        - Familie Apodanthaceae
        - Familie Anisophylleaceae
        - Familie Keulenfruchtgewächse (Corynocarpaceae)
        - Familie Gerberstrauchgewächse (Coriariaceae)
        - Familie Kürbisgewächse (Cucurbitaceae)
        - Familie Tetramelaceae
        - Familie Scheinhanfgewächse (Datiscaceae)
        - Familie Schiefblattgewächse (Begoniaceae)

      - Ordnung Spindelbaumartige (Celastrales)
        - Familie Lepidobotryaceae
        - Familie Spindelbaumgewächse (Celastraceae)

      - Ordnung Sauerkleeartige (Oxalidales)
        - Familie Huaceae
        - Familie Connaraceae
        - Familie Sauerkleegewächse (Oxalidaceae)
        - Familie Cunoniaceae
        - Familie Elaeocarpaceae
        - Familie Zwergkruggewächse (Cephalotaceae)
        - Familie Brunelliaceae

      - Ordnung Malpighienartige (Malpighiales)
        - Familie Pandaceae
        - Familie Irvingiaceae
        - Familie Ctenolophonaceae
        - Familie Rhizophoragewächse (Rhizophoraceae)
        - Familie Rotholzgewächse (Erythroxylaceae)
        - Familie Ochnaceae
        - Familie Bonnetiaceae
        - Familie Clusiaceae
        - Familie Calophyllaceae
        - Familie Podostemaceae
        - Familie Johanniskrautgewächse (Hypericaceae)
        - Familie Caryocaraceae
        - Familie Lophopyxidaceae
        - Familie Putranjivaceae
        - Familie Centroplacaceae
        - Familie Tännelgewächse (Elatinaceae)
        - Familie Malpighiengewächse (Malpighiaceae)
        - Familie Balanopaceae
        - Familie Trigoniaceae
        - Familie Dichapetalaceae
        - Familie Euphroniaceae
        - Familie Goldpflaumengewächse (Chrysobalanaceae)
        - Familie Humiriaceae
        - Familie Achariaceae
        - Familie Veilchengewächse (Violaceae)
        - Familie Goupiaceae
        - Familie Passionsblumengewächse (Passifloraceae)
        - Familie Lacistemataceae
        - Familie Weidengewächse (Salicaceae)
        - Familie Peraceae
        - Familie Rafflesiengewächse (Rafflesiaceae)
        - Familie Wolfsmilchgewächse (Euphorbiaceae)
        - Familie Leingewächse (Linaceae)
        - Familie Ixonanthaceae
        - Familie Picrodendraceae
        - Familie Phyllanthaceae

    - ohne Rang Malviden
      - Ordnung Storchschnabelartige (Geraniales)
        - Familie Storchschnabelgewächse (Geraniaceae)
        - Familie Francoaceae

      - Ordnung Myrtenartige (Myrtales)
        - Familie Flügelsamengewächse (Combretaceae)
        - Familie Weiderichgewächse (Lythraceae)
        - Familie Nachtkerzengewächse (Onagraceae)
        - Familie Ritterspornbäume (Vochysiaceae)
        - Familie Myrtengewächse (Myrtaceae)
        - Familie Schwarzmundgewächse (Melastomataceae)
        - Familie Crypteroniaceae
        - Familie Alzateaceae
        - Familie Penaeaceae

      - Ordnung Crossosomatales
        - Familie Aphloiaceae
        - Familie Geissolomataceae
        - Familie Strasburgeriaceae
        - Familie Pimpernussgewächse (Staphyleaceae)
        - Familie Guamatelaceae
        - Familie Stachyuraceae
        - Familie Crossosomataceae

      - Ordnung Picramniales
        - Familie Picramniaceae

      - Ordnung Huerteales
        - Familie Gerrardinaceae
        - Familie Petenaeaceae
        - Familie Tapisciaceae
        - Familie Dipentodontaceae

      - Ordnung Seifenbaumartige (Sapindales)
        - Familie Biebersteiniaceae
        - Familie Nitrariaceae
        - Familie Kirkiaceae
        - Familie Balsambaumgewächse (Burseraceae)
        - Familie Sumachgewächse (Anacardiaceae)
        - Familie Seifenbaumgewächse (Sapindaceae)
        - Familie Rautengewächse (Rutaceae)
        - Familie Bittereschengewächse (Simaroubaceae)
        - Familie Mahagonigewächse (Meliaceae)

      - Ordnung Malvenartige (Malvales)
        - Familie Zistrosenwürgergewächse (Cytinaceae)
        - Familie Muntingiaceae
        - Familie Kameltrittgewächse (Neuradaceae)
        - Familie Malvengewächse (Malvaceae)
        - Familie Sphaerosepalaceae
        - Familie Seidelbastgewächse (Thymelaeaceae)
        - Familie Annattogewächse (Bixaceae)
        - Familie Zistrosengewächse (Cistaceae)
        - Familie Sarcolaenaceae
        - Familie Flügelfruchtgewächse (Dipterocarpaceae)

      - Ordnung Kreuzblütlerartige (Brassicales)
        - Familie Akaniaceae
        - Familie Kapuzinerkressengewächse (Tropaeolaceae)
        - Familie Bennussgewächse (Moringaceae)
        - Familie Melonenbaumgewächse (Caricaceae)
        - Familie Limnanthaceae
        - Familie Setchellanthaceae
        - Familie Koeberliniaceae
        - Familie Bataceae
        - Familie Salvadoraceae
        - Familie Emblingiaceae
        - Familie Tovariaceae
        - Familie Pentadiplandraceae
        - Familie Gyrostemonaceae
        - Familie Resedagewächse (Resedaceae)
        - Familie Kaperngewächse (Capparaceae)
        - Familie Cleomaceae
        - Familie Kreuzblütler (Brassicaceae)
- ohne Rang Superasteriden
  - Ordnung Berberidopsidales
    - Familie Aextoxicaceae
    - Familie Berberidopsidaceae

  - Ordnung Sandelholzartige (Santalales)
    - Familie Olacaceae
    - Familie Opiliaceae
    - Familie Balanophoraceae
    - Familie Sandelholzgewächse (Santalaceae)
    - Familie Misodendraceae
    - Familie Schoepfiaceae
    - Familie Riemenblumengewächse (Loranthaceae)

  - Ordnung Nelkenartige (Caryophyllales)
    - Familie Frankeniaceae
    - Familie Tamariskengewächse (Tamaricaceae)
    - Familie Bleiwurzgewächse (Plumbaginaceae)
    - Familie Knöterichgewächse (Polygonaceae)
    - Familie Sonnentaugewächse (Droseraceae)
    - Familie Kannenpflanzengewächse (Nepenthaceae)
    - Familie Taublattgewächse (Drosophyllaceae)
    - Familie Hakenblattgewächse (Dioncophyllaceae)
    - Familie Ancistrocladaceae
    - Familie Rhabdodendraceae
    - Familie Simmondsiaceae
    - Familie Physenaceae
    - Familie Asteropeiaceae
    - Familie Macarthuriaceae
    - Familie Microteaceae
    - Familie Nelkengewächse (Caryophyllaceae)
    - Familie Achatocarpaceae
    - Familie Fuchsschwanzgewächse (Amaranthaceae)
    - Familie Stegnospermataceae
    - Familie Limeaceae
    - Familie Lophiocarpaceae
    - Familie Kewaceae
    - Familie Barbeuiaceae
    - Familie Gisekiaceae
    - Familie Mittagsblumengewächse (Aizoaceae)
    - Familie Kermesbeerengewächse (Phytolaccaceae)
    - Familie Petiveriaceae
    - Familie Sarcobataceae
    - Familie Wunderblumengewächse (Nyctaginaceae)
    - Familie Mollugogewächse (Molluginaceae)
    - Familie Quellkrautgewächse (Montiaceae)
    - Familie Didiereaceae
    - Familie Basellgewächse (Basellaceae)
    - Familie Halophytaceae
    - Familie Talinaceae
    - Familie Portulakgewächse (Portulacaceae)
    - Familie Anacampserotaceae
    - Familie Kakteengewächse (Cactaceae)

  - ohne Rang Asteriden
    - Ordnung Hartriegelartige (Cornales)
      - Familie Tupelogewächse (Nyssaceae)
      - Familie Hydrostachyaceae
      - Familie Hortensiengewächse (Hydrangeaceae)
      - Familie Blumennesselgewächse (Loasaceae)
      - Familie Curtisiaceae
      - Familie Grubbiaceae
      - Familie Hartriegelgewächse (Cornaceae)

    - Ordnung Heidekrautartige (Ericales)
      - Familie Balsaminengewächse (Balsaminaceae)
      - Familie Marcgraviaceae
      - Familie Tetrameristaceae
      - Familie Fouquieriaceae
      - Familie Sperrkrautgewächse (Polemoniaceae)
      - Familie Topffruchtbaumgewächse (Lecythidaceae)
      - Familie Sladeniaceae
      - Familie Pentaphylacaceae
      - Familie Sapotengewächse (Sapotaceae)
      - Familie Ebenholzgewächse (Ebenaceae)
      - Familie Primelgewächse (Primulaceae)
      - Familie Teestrauchgewächse (Theaceae)
      - Familie Symplocaceae
      - Familie Diapensiaceae
      - Familie Storaxbaumgewächse (Styracaceae)
      - Familie Schlauchpflanzengewächse (Sarraceniaceae)
      - Familie Wanzenpflanzengewächse (Roridulaceae)
      - Familie Strahlengriffelgewächse (Actinidiaceae)
      - Familie Scheinellergewächse (Clethraceae)
      - Familie Cyrillaceae
      - Familie Heidekrautgewächse (Ericaceae)
      - Familie Mitrastemonaceae

    - ohne Rang Lamiiden
      - Ordnung Icacinales
        - Familie Oncothecaceae
        - Familie Icacinaceae

      - Ordnung Metteniusales
        - Familie Metteniusaceae

      - Ordnung Garryales
        - Familie Eucommiaceae
        - Familie Garryaceae

      - Ordnung Enzianartige (Gentianales)
        - Familie Rötegewächse (Rubiaceae)
        - Familie Enziangewächse (Gentianaceae)
        - Familie Gelsemiaceae
        - Familie Brechnussgewächse (Loganiaceae)
        - Familie Hundsgiftgewächse (Apocynaceae)

      - Ordnung Raublattartige (Boraginales)
        - Familie Raublattgewächse (Boraginaceae)

      - Ordnung Vahliales
        - Familie Vahliaceae

      - Ordnung Nachtschattenartige (Solanales)
        - Familie Windengewächse (Convolvulaceae)
        - Familie Nachtschattengewächse (Solanaceae)
        - Familie Montiniaceae
        - Familie Sphenocleaceae
        - Familie Hydroleaceae

      - Ordnung Lippenblütlerartige (Lamiales)
        - Familie Plocospermataceae
        - Familie Carlemanniaceae
        - Familie Ölbaumgewächse (Oleaceae)
        - Familie Tetrachondraceae
        - Familie Pantoffelblumengewächse (Calceolariaceae)
        - Familie Gesneriengewächse (Gesneriaceae)
        - Familie Wegerichgewächse (Plantaginaceae)
        - Familie Braunwurzgewächse (Scrophulariaceae)
        - Familie Stilbaceae
        - Familie Linderniaceae
        - Familie Regenbogenpflanzengewächse (Byblidaceae)
        - Familie Gemsenhorngewächse (Martyniaceae)
        - Familie Sesamgewächse (Pedaliaceae)
        - Familie Akanthusgewächse (Acanthaceae)
        - Familie Trompetenbaumgewächse (Bignoniaceae)
        - Familie Wasserschlauchgewächse (Lentibulariaceae)
        - Familie Schlegeliaceae
        - Familie Thomandersiaceae
        - Familie Eisenkrautgewächse (Verbenaceae)
        - Familie Lippenblütler (Lamiaceae)
        - Familie Mazaceae
        - Familie Gauklerblumengewächse (Phrymaceae)
        - Familie Blauglockenbaumgewächse (Paulowniaceae)
        - Familie Sommerwurzgewächse (Orobanchaceae)

    - ohne Rang Campanuliden
      - Ordnung Stechpalmenartige (Aquifoliales)
        - Familie Stemonuraceae
        - Familie Cardiopteridaceae
        - Familie Phyllonomaceae
        - Familie Helwingiaceae
        - Familie Stechpalmengewächse (Aquifoliaceae)

      - Ordnung Asternartige (Asterales)
        - Familie Rousseaceae
        - Familie Glockenblumengewächse (Campanulaceae)
        - Familie Pentaphragmataceae
        - Familie Stylidiaceae
        - Familie Alseuosmiaceae
        - Familie Phellinaceae
        - Familie Argophyllaceae
        - Familie Fieberkleegewächse (Menyanthaceae)
        - Familie Goodeniengewächse (Goodeniaceae)
        - Familie Calyceraceae
        - Familie Korbblütler (Asteraceae)

      - Ordnung Escalloniales
        - Familie Escalloniaceae

      - Ordnung Bruniales
        - Familie Columelliaceae
        - Familie Bruniaceae

      - Ordnung Paracryphiales
        - Familie Paracryphiaceae

      - Ordnung Kardenartige (Dipsacales)
        - Familie Moschuskrautgewächse (Adoxaceae)
        - Familie Geißblattgewächse (Caprifoliaceae)

      - Ordnung Doldenblütlerartige (Apiales)
        - Familie Pennantiaceae
        - Familie Torricelliaceae
        - Familie Griseliniaceae
        - Familie Klebsamengewächse (Pittosporaceae)
        - Familie Araliengewächse (Araliaceae)
        - Familie Myodocarpaceae
        - Familie Doldenblütler (Apiaceae)

### incertae sedis
- Gattung Atrichodendron
- Gattung Coptocheile
- Gattung Gumillea
- Gattung Hirania
- Gattung Keithia
- Gattung Poilanedora
- Gattung Rumphia